# Erik Georgijewitsch Puchaew
Erik Georgijewitsch Puchaew (russisch Эрик Георгиевич Пухаев; * 5. Mai 1957 im Dorf Achslit, Rajon Snaur, Südossetisches Autonomes Gebiet, Georgische Sozialistische Sowjetrepublik, UdSSR) ist ein südossetischer Politiker und Staatsmann. Er war von 2017 bis 2020 Vorsitzender der Regierung der Republik Südossetien.

## Biographie
Puchaew schloss 1974 die allgemeinbildende Schule Nr. 1 in Zchinwali ab. Nach seinem Militärdienst studierte er „Mathematik und Physik“ am Südossetischen Staatlichen Pädagogischen Institut (heute Südossetische Staatliche Universität) und absolvierte diese im Jahr 1982. Nach seinem Studium war er in derselben Bildungseinrichtung über 20 Jahre als Dozent tätig. 2005 wurde er zum Direktor des Statistischen Instituts ernannt.
Im April 2014 rückte Puchaew zum stellvertretenden Vorsitzenden der Regierung der Republik Südossetien auf, bevor er 2017 den Vorsitzendenosten übernahm.

## Privates
Puchaew ist verheiratet und hat drei Kinder.